# 한국인유전체역학조사사업
질병관리본부 국립보건연구원에서 수행하는 한국인유전체역학조사사업(Korean Genome and Epidemiology Study; KoGES)은 40~69세 일반인구 집단을 대상으로 대규모 코호트를 구축하여 건강 및 생활습관 관련 설문조사와 함께 검진을 통하여 역학 자료와 혈액, 소변, 유전체 등의 생체시료를 수집하고 있다.

## 사업 목적
한국인에게 많이 발생하는 당뇨병, 고혈압, 비만, 골다공증, 고지혈증, 대사증후군 등 만성질환과 관련한 보건·생체 지표를 개발하고, 주요 질환 발생과 관련된 한국인 특이적인 환경·유전적 위험요인을 규명하고자 한다.
수집된 역학자료와 생체시료를 활용하여 만성질환 예방을 위한 관리지침을 수립하고 나아가 과학적 근거를 중심으로 맞춤·예방의학이 구현될 수 있도록 그 기반 자료를 제공하여 국민보건 향상을 도모하고자 한다.